# ジェームス・ブラック
ジェームス・ワイト・ブラック（Sir James Whyte Black、1924年6月14日 - 2010年3月22日）はスコットランドの薬理学者。ダンディー大学総長。

## 経歴
英国ICIにてアドレナリンベータ受容体遮断薬プロプラノロールを発明した後，英国スミスクライン&フレンチラボラトリーズで初のヒスタミンH2受容体遮断薬シメチジンの開発に成功，シメチジンは胃潰瘍・十二指腸潰瘍の治療において革命的な変化をもたらすとともに，標的分子を特定しそれに選択的な低分子阻害薬を開発するという現代の創薬研究の嚆矢と呼べるものであった。これらの業績が讃えられ、1988年にノーベル生理学・医学賞を受賞した。
ビース高等学校（スコットランド、ファイフ州、Cowdenbeath）を卒業後、セント・アンドルーズ大学にて医学を学ぶ。その後、マラヤ大学、グラスゴー大学獣医学校で講義を行い、ユニヴァーシティ・カレッジ・ロンドン及びキングス・カレッジ・ロンドンにて教授となる。
1976年には王立協会フェロー、1981年にはナイト・バチェラーに叙せられる。2000年にはエリザベス2世によりメリット勲章が授与された。この勲章は24人にのみ与えられ、イギリス君主が授与できる物の中で最も名誉な物とされる。
彼は医師として、また基礎科学者として、心臓病の基礎的及び臨床的な知識に貢献した。交感神経β受容体遮断薬であるプロプラノロールの発明は狭心症の治療に革命をもたらし、20世紀の臨床医学及び薬理学への最も重要な寄与の一つとされる。彼の研究方法、アドレナリンの薬効薬理の発見、心臓のメカニズムの解明、これらは全て彼の仕事の強さである。

## 受賞歴
- 1976年 ラスカー・ドゥベーキー臨床医学研究賞
- 1979年 ガードナー国際賞
- 1982年 ウルフ賞医学部門
- 1983年 シェーレ賞
- 1988年 ノーベル生理学・医学賞
- 2004年 ロイヤル・メダル

## 脚註
1. ↑  Nobel Prize winning scientist dies Scottish TV-News 2010-3-22
2. ↑  "Black; Sir; James Whyte (1924 - 2010)". Record (英語). The Royal Society. 2011年12月11日閲覧。